# Vegafría

Vegafría es una localidad de España, en la provincia de Segovia, comunidad autónoma de Castilla y León.
Se encuentra a una distancia de 48 kilómetros de Segovia, la capital provincial. Esta localidad se agregó al municipio de Olombrada en 1970.
Este pequeño pueblo viene experimentando últimamente un lento cambio en su fisonomía, debido a que de algunas ruinas van surgiendo poco a poco casas restauradas, que generalmente respetan los modos, estéticas y materiales autóctonos. A otros cambios sociales ha contribuido también la existencia, desde 2003, de la Asociación de Amigos de Vegafría, desde donde se impulsan nuevas y diversas actividades culturales que intentan cohesionar a sus vecinos y amigos, actividades que tienen su momento cumbre en las fiestas que la Asociación celebra durante la semana central del mes de agosto.

## Geografía

### Ubicación
La localidad de Vegafría se encuentra situada en la zona central de la península ibérica, en el extremo norte de la provincia de Segovia, sus coordenadas son 41°25′11″N 4°07′23″O / 41.41972, -4.12306.
| Noroeste: Olombrada | Norte: Canalejas de Peñafiel | Noreste: Membibre de la Hoz         |
| Oeste: Olombrada    |                              | Este: Membibre de la Hoz            |
| Suroeste: Perosillo | Sur: Cozuelos de Fuentidueña | Sureste: Fuentesaúco de Fuentidueña |

### Clima
El clima de Vegafría es mediterráneo continentalizado, como consecuencia de la elevada altitud y su alejamiento de la costa, sus principales características son:
- La temperatura media anual es de 11,40 °C con una importante oscilación térmica entre el día y la noche que puede superar los 20 °C. Los inviernos son largos y fríos, con frecuentes nieblas y heladas, mientras que los veranos son cortos y calurosos, con máximas en torno a los 30 °C, pero mínimas frescas, superando ligeramente los 13 °C. El refrán castellano "Nueve meses de invierno y tres de infierno" lo caracteriza a la perfección.

- Las precipitaciones anuales son escasas (529,80mm) pero se distribuyen de manera relativamente equilibrada a lo largo del año excepto en el verano que es la estación más seca (72,80mm). Las montañas que delimitan la meseta retienen los vientos y las lluvias, excepto por el Oeste, donde la ausencia de grandes montañas abre un pasillo al Océano Atlántico por el que penetran la mayoría de las precipitaciones que llegan a Vegafría.

| Precipitaciones por estación (mm) |        |        |          |        |
| Primavera                         | Verano | Otoño  | Invierno | TOTAL  |
| 153,50                            | 72,80  | 149,40 | 153,90   | 529,80 |

En la Clasificación climática de Köppen se corresponde con un clima Csb (oceánico mediterráneo), una transición entre el Csa (mediterráneo) y el Cfb (oceánico) producto de la altitud. A diferencia del mediterráneo presenta un verano más suave, pero al contrario que en el oceánico hay una estación seca en los meses más cálidos.
| Parámetros climáticos promedio de Hontalbilla 1961-2003                                                                           | Parámetros climáticos promedio de Hontalbilla 1961-2003 | Parámetros climáticos promedio de Hontalbilla 1961-2003 | Parámetros climáticos promedio de Hontalbilla 1961-2003 | Parámetros climáticos promedio de Hontalbilla 1961-2003 | Parámetros climáticos promedio de Hontalbilla 1961-2003 | Parámetros climáticos promedio de Hontalbilla 1961-2003 | Parámetros climáticos promedio de Hontalbilla 1961-2003 | Parámetros climáticos promedio de Hontalbilla 1961-2003 | Parámetros climáticos promedio de Hontalbilla 1961-2003 | Parámetros climáticos promedio de Hontalbilla 1961-2003 | Parámetros climáticos promedio de Hontalbilla 1961-2003 | Parámetros climáticos promedio de Hontalbilla 1961-2003 | Parámetros climáticos promedio de Hontalbilla 1961-2003 |
| Mes | Ene.                                                    | Feb.                                                    | Mar.                                                    | Abr.                                                    | May.                                                    | Jun.                                                    | Jul.                                                    | Ago.                                                    | Sep.                                                    | Oct.                                                    | Nov.                                                    | Dic.                                                    | Anual                                                   |
| --- | ------------------------------------------------------- | ------------------------------------------------------- | ------------------------------------------------------- | ------------------------------------------------------- | ------------------------------------------------------- | ------------------------------------------------------- | ------------------------------------------------------- | ------------------------------------------------------- | ------------------------------------------------------- | ------------------------------------------------------- | ------------------------------------------------------- | ------------------------------------------------------- | ------------------------------------------------------- |
| Precipitación total (mm) | 53.10                                                   | 47.70                                                   | 39.70                                                   | 54.50                                                   | 59.30                                                   | 37.90                                                   | 18.80                                                   | 16.10                                                   | 35.60                                                   | 57.80                                                   | 56.00                                                   | 53.10                                                   | 529.80                                                  |
| Fuente: Ministerio de Agricultura, Alimentación y Medio Ambiente. Datos de precipitación para el periodo 1961-2003 en Hontalbilla |                                                         |                                                         |                                                         |                                                         |                                                         |                                                         |                                                         |                                                         |                                                         |                                                         |                                                         |                                                         |                                                         |

## Historia

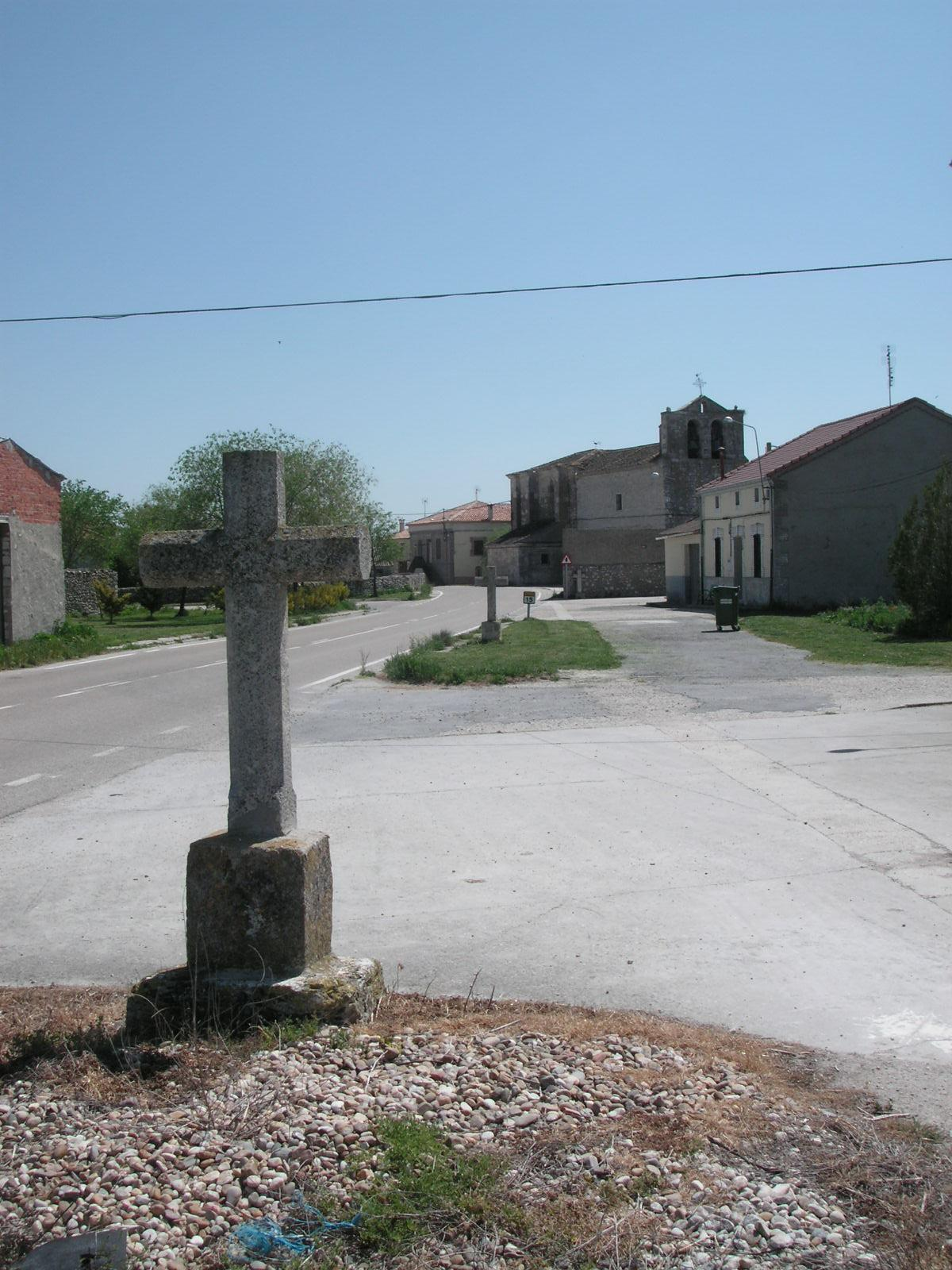
La quinta estación del Vía Crucis de Vegafría

Desde 1247 se llama Vegafría aunque antes se escribía separado, “Vega Fría” y actualmente se escribe junto. A mediados del siglo XX, esta localidad contaba con 276 habitantes. 
El 12 de febrero de 1970 se decreta su incorporación al municipio de Olombrada.
Tras agregarse al municipio de Olombrada su población ha ido disminuyendo notablemente, debido a que la mayoría de los jóvenes han dejado el pueblo en busca de mejores oportunidades.
Pertenece a la Comunidad de Villa y Tierra de Fuentidueña, dándose el caso de que Olombrada está integrada en la de Cuéllar

## Geografía humana

### Demografía
| Gráfica de evolución demográfica de Vegafría entre 1842 y 1960 |
| |
| Población de derecho según los censos de población del INE Población de hecho según los censos de población del INEEntre el censo de 1970 y el anterior, este municipio desaparece porque se integra en el municipio 40149 (Olombrada) |

| 41            | 35 | 29 | 28 | 26 | 26 | 25 | 26 | 28 | 29 | 25 | 17 |
| (Fuente: INE) |    |    |    |    |    |    |    |    |    |    |    |

### Economía
En el siglo XIII, este municipio producía trigo, cebada, centeno, garbanzos, muelas y berros. Manteniendo también ganado lanar, vacuno y mular y criando caza de liebres, conejos y algunas palomas. Un siglo después, las producciones principales del término eran cereales, algarrobas y hortalizas y adquiriendo en los últimos tiempos un creciente impulso de cultivo de remolacha azucarera. A mediados del siglo XX en Vegafría se criaba ganado lanar, vacuno y porcino.

## Patrimonio

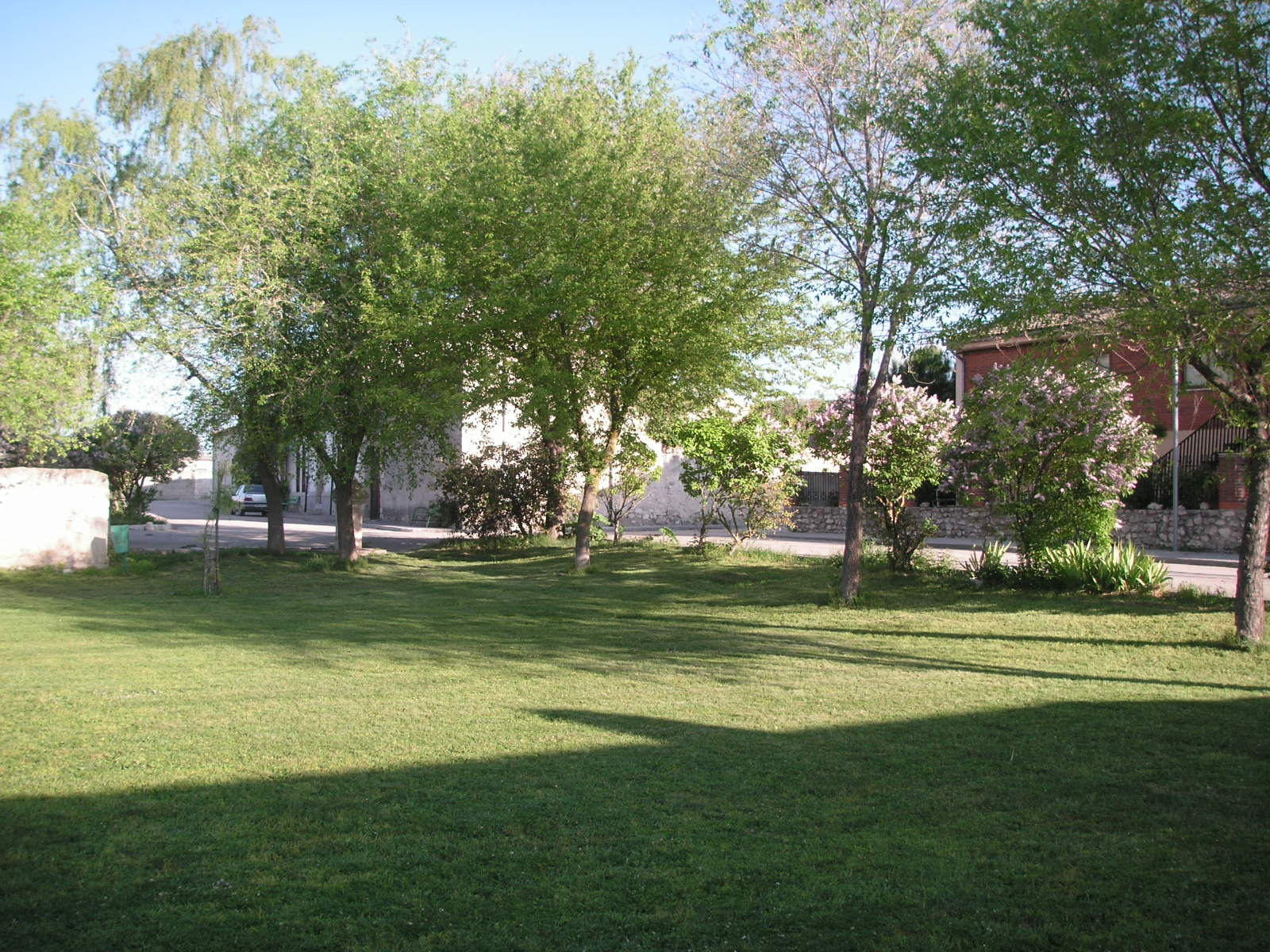
El Pradillo.

Vegafría es un pueblo que todavía conserva calles y plazas sin asfaltar, lo que no supone ningún inconveniente ni es motivo de queja ni reivindicación de nadie, ya que su plaza Mayor, "El Pradillo", tapizada de césped y sin rastro de adoquinado ni asfaltado, supone un orgullo para sus habitantes. 
Tienen gran importancia las bodegas típicas de la zona y la ermita del Santo Cristo del Humilladero. El edificio principal del pueblo es la iglesia de santa María Magdalena, que se comenzó a construir en estilo gótico, pero se remató con un artesonado mudéjar, tal vez por falta de fondos. Destacan en el interior el retablo mayor, de estilo renacentista, con la talla de María Magdalena en el centro y con pinturas del cuellarano Gabriel de Cárdenas Maldonado fechadas después de 1592; y cinco pinturas de la vida de La Magdalena y la Pasión de Cristo; así como varias obras de plata entre las que destaca la cruz gótica realizada en Segovia a finales del siglo XV.

## Fiestas
La patrona del pueblo es Santa María Magdalena y las fiestas en su honor se celebran el segundo domingo de julio, día en que la población puede llegar a multiplicarse 8 o 10 veces.
La Asociación de Amigos de Vegafría celebra otras fiestas a mediados de agosto y durante una semana completa, habiendo tenido muy buena repercusión en los medios escritos regionales las exposiciones preparadas los años 2005 y 2006.

## Turismo

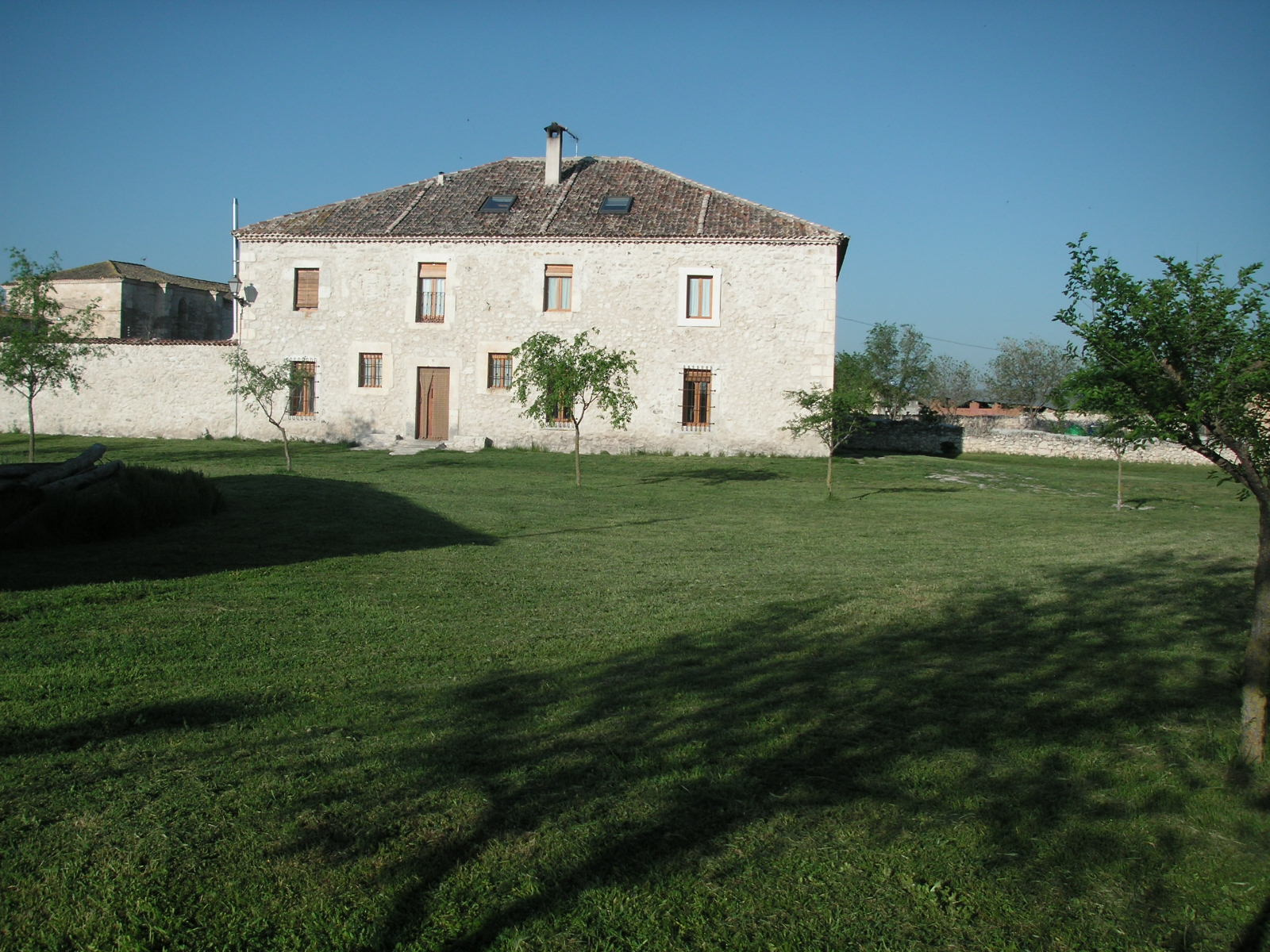
Casa rural: 'El Lagar de Vegafría'

El pueblo cuenta con un alojamiento rural (El Lagar de Vegafría), levantado sobre un antiguo cuartel de la Guardia Civil.

## Espacios naturales
La charca de Vegafría está formada por el agua que aportan diversos manantiales que hay en el subsuelo. Se la conoce por el nombre de Bebedero, ya que era donde antiguamente abrevaba el ganado.
Durante 20 años fueron a parar allí las aguas residuales del municipio, lo que produjo su contaminación. En el año 2006 se inició su recuperación realizando una limpieza de fondos y laderas y desviando las aguas residuales que ahora van a verter unos 150 metros por debajo de la charca, dejando que esta se alimente solo de las surgencias y aportes cercanos. En las inmediaciones de la charca y arroyo abajo se han plantado diversos árboles en las dos laderas. Todo ello ha conformado un nuevo entorno natural, que es visitado todas las tardes por gran cantidad de aves que se acercan a la captura de algunos insectos y otros animales acuáticos.
Sus aguas, junto con el de otras fuentes de la zona, como la de los Huertos, van a parar al arroyo Cerquilla. En dicha charca crecen plantas como espadañas, hierba de San Antonio y carrizo. También podremos observar ranas, sapos, culebras, patos y garcetas.